# (4528) Berg
(4528) Berg ist ein Asteroid des Hauptgürtels. Er wurde am 13. August 1983 vom amerikanischen Astronomen Edward L. G. Bowell an der Anderson Mesa Station (IAU Code 688) des Lowell-Observatoriums in Coconino County entdeckt.
Benannt wurde der Asteroid nach dem österreichischen Komponisten Alban Berg (1885–1935), einem Vertreter der Zweiten Wiener Schule.